# Vukosava Velimirović
Vukosava Vuka Velimirović (serb. Вукосава Велимировић; ur. 30 czerwca 1888 w Pirocie, zm. 12 grudnia 1965 w Belgradzie) – serbska rzeźbiarka, malarka, poetka i autorka książek dla dzieci.

## Życiorys
Pochodziła z rodziny inteligenckiej, była córką Miloša i Jeleny. Jej dwaj starsi bracia ukończyli studia w Rosji. W 1911 wraz z rodziną przeniosła się do Belgradu, gdzie jej ojciec Miloš pracował jako urzędnik. Vukosava rozpoczęła studia w stołecznej szkole sztuk pięknych, w klasie rzeźbiarza Đorđe Jovanovicia. Naukę kontynuowała w Rzymie i w Paryżu, gdzie uczyła się pod kierunkiem Antoine Bourdelle'a. W Paryżu mieszkała do roku 1940.
Była pierwszą serbską artystką, która poświęciła się rzeźbie. Jej twórczość artystyczna początkowo koncentrowała się na tematyce wojennej – efektem była seria wykonanych w brązie rzeźb dzieci osieroconych przez wojnę. W 1924 wykonała pięć płaskorzeźb, które umieszczono na fasadzie banku, znajdującego się w belgradzkiej dzielnicy Vračar. Po powrocie z Paryża wykonała serię rzeźb kobiet znanych z historii Serbii (Jerina Branković, Simonida Nemanjić, Jelena Lazarević).
W dorobku artystycznym Vukosavy Velimirović znalazła się także seria portretów znanych postaci elity belgradzkiej i artystów zachodnioeuropejskich. W młodości pisała także utwory poetyckie, bajki i opowiadania dla dzieci.
Była zamężna z księciem Lucienem de la Martinière, z którym rozwiodła się po trzech latach. Po II wojnie światowej żyła w zapomnieniu. Zmarła w 1965 i została pochowana na cmentarzu Novo groblje w Belgradzie. W sierpniu 2018 wystawę prac rzeźbiarki zaprezentowano w stołecznej galerii Cvijety Zuzorić.